# (18346) 1989 WG
(18346) 1989 WG là một tiểu hành tinh vành đai chính. Nó được phát hiện bởi Yoshiaki Oshima ở Gekko Observatory ở Shizuoka Prefecture of Nhật Bản, ngày 20 tháng 11 năm 1989.